# Dispara, yo ya estoy muerto
Dispara, yo ya estoy muerto es una novela histórica de Julia Navarro,  publicada en 2013 por el sello Plaza & Janés, que mezcla historia, suspenso, drama, y política en una obra que se desarrolla desde finales de siglo XIX hasta 1948. 

## Argumento
Marian Miller, cooperante de una ONG, debe realizar un informe sobre los asentamientos ilegales de los judíos en territorio palestino, lo que le lleva a citarse en Jerusalén con Ezequiel, un anciano judío con una historia que contar, mientras Marian expone su versión árabe. La historia se desarrolla desde finales del siglo XIX hasta 1948. Samuel Zucker es expulsado de la Rusia zarista por ser judío; al llegar a Tierra Santa, Samuel decide comprar las tierras de los Ziad, una familia árabe que lo acoge. Se crea una relación estrecha y familiar con la familia de Ahmed, lo que les llevará más adelante a tener que decidir entre la religión y la familia. Diferentes situaciones separan a las familias, puesto que para los árabes los judíos estaban invadiendo su tierra. La trama de la historia se desarrolla en esa época y mediante la historia de Samuel Zucker y su familia nos cuenta la historia de los judíos desde que fueron deportados por el zar en Rusia hasta que consiguen tener su propia tierra, desatándose una guerra civil. Ahmed muere asesinado y ambas familias tienen que tomar difíciles decisiones en la guerra para poder sobrevivir. Algunos de ellos, mientras tanto, fueron soldados que lucharon en el Reino Unido o en Francia durante la Segunda Guerra Mundial, experiencia también contada por Julia Navarro en su novela.